# Un hombre de éxito
Un hombre de éxito é um filme de drama cubano de 1985 dirigido e escrito por Humberto Solás. Foi selecionado como representante de Cuba à edição do Oscar 1986, organizada pela Academia de Artes e Ciências Cinematográficas.

## Elenco
- César Évora - Javier Argüelles
- Raquel Revuelta - Raquel
- Daisy Granados - Rita
- Jorge Trinchet - Darío Argüelles
- Rubens de Falco - Iriarte
- Mabel Roch - Ileana Ponce
- Carlos Cruz - Puig
- Miguel Navarro - Lucilo
- Omar Valdés - Facundo Lara
- Ángel Espasande - Rubén
- Ángel Toraño - Ponce
- Isabel Moreno - Berta